# عكسي (مسلسل)
عكسي (باليابانية: リバース) (بالروماجي: Ribasu) دراما غموض يابانية مقتبسة من رواية للكاتبة ميناتو وانه ومن بطولة تاتسويا فوجيورا وايريكا تودا، ستعرض على قناة TBS اليابانية في أبريل 2017.

## القصة
فوكاسي كازوهيسا موظف تخرج من جامعة مشهورة لكن حياته عادية جداً وغير مميزة. هوايته الوحيدة ان كانت تستحق ان يطلق عليها «هواية» هي شرب القهوة. القهوة تقوده إلى ميهوكو اوتشي التي تصبح حبيبته. في يوم ما تتلقى ميهوكو رسالة غامضة تتضمن سطر واحد يقول «كازوهيسا فوكاسي قاتل». حينها فوكاسي يفكر انه قد حان الوقت اخيراً لمواجهة «تلك الحادثة» من قبل 10 سنوات. اذ في الشتاء قبل 10 سنوات مات صديقه العزيز هيروساوا يوكي في حادثة خلال رحلة تزلج على الجليد مع زملائه بالجامعة تانيهارا ياسو، اسامي كوسكي، موراي تاكاكي واخت موراي الصغيرة اسوكا. ولكن هنالك سر كبير مخفي في تلك الحادثة. الرسائل ايضاً تُرسل إلى تانيهارا واسامي وموراي الذي شاركوا كذلك في هذا السر وحتى انهم يتعرضون لسلسلة من الحوادث. يقرر فوكاسي مواجهة حقيقة الماضي من اجل حماية الناس المقربين منه.

## الممثلون
- تاتسويا فوجيورا بدور فوكاسي كازوهيسا.[1][2]
- ايريكا تودا بدور ميهوكو اوتشي.[1][2]
- تيبي كوكي بدور هيروساوا يوكي.[1][2]
- هاياتو ايتشيهارا بدور تانيهارا ياسو.[1][2]
- يوتا تاماموري بدور اسامي كوسكي.[1][2]
- تاكاهيرو ميورا بدور موراي تاكاكي.[1][2]
- موغي كادواكي بدور اسوكا.[1][2]